# Hallsche Kurbel

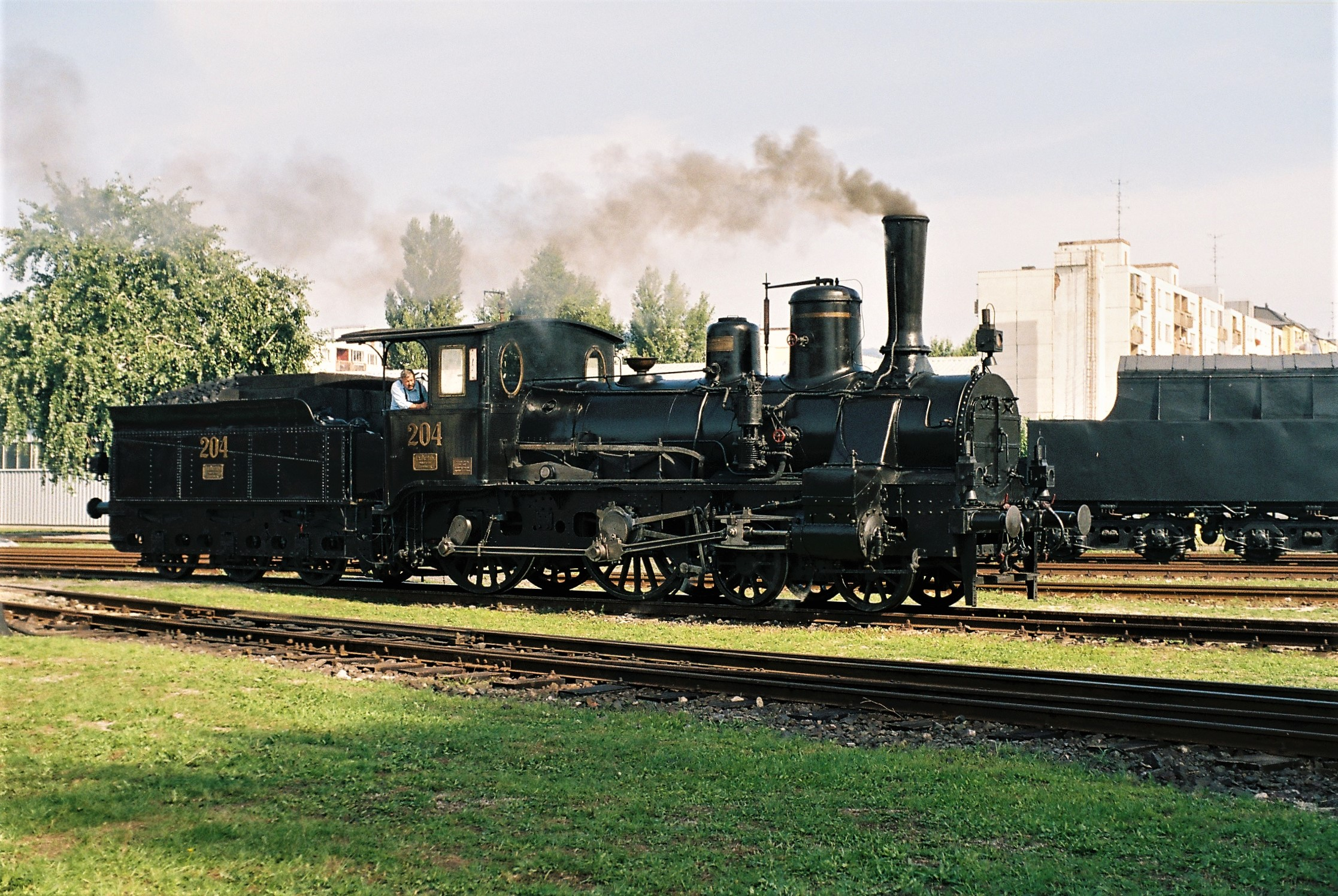
Reihe Ia der MÁV mit Außenrahmen und Hallschen Kurbeln

Als Hallsche Kurbel (auch Hall’sche Kurbel oder Hallesche Kurbel) ist ein Teil des Laufwerkes von Lokomotiven bekannt, welches aus der Frühzeit der Entwicklung von Schienenfahrzeugen stammt. Seinen Namen hat die Kurbel vom englischen Ingenieur Joseph Hall, der in den Jahren 1839 bis 1857 erster Maschinenmeister bei J.A. Maffei in München und später technischer Leiter der Wiener Neustädter Lokomotivfabrik war.

## Konstruktive Merkmale und Geschichte
Treib- und Kuppelachsen sind bei dieser Bauart durch den Rahmen nach außen verlängert, an deren Enden die Hallsche Kurbel sitzt. An dieser sind die Treibzapfen des Gestänges und die Teile der Steuerung befestigt. Ein Charakteristikum der Kurbel ist, dass die halsförmige Nabe der Kurbel gleichzeitig als Sitz für das Achslager fungiert. Damit konnte ein geringerer Abstand zu den Zylindermitten erreicht werden. Aus Platzgründen wurden Kurbel, Treibzapfen und der Kuppelzapfen aus einem Stück gefertigt, Hallsche Kurbeln bestehen zumeist aus Siemens-Martin-Stahl. Die Gegengewichte, welche zum Ausgleich der durch die hin und her gehenden Massen des Triebwerkes entstandenen Unwucht dienen, sind zumeist bei Loks mit Hall’schen Kurbeln (analog zu denen mit Innenrahmen) auf den Rädern montiert. Befinden sich die Gewichte auf der Kurbel, spricht man auch von einer Gegenkurbel. Diese kann jedoch durch den als Achslagersitz ausgeführten Kurbelhals sehr wohl eine Hall’sche Kurbel sein.

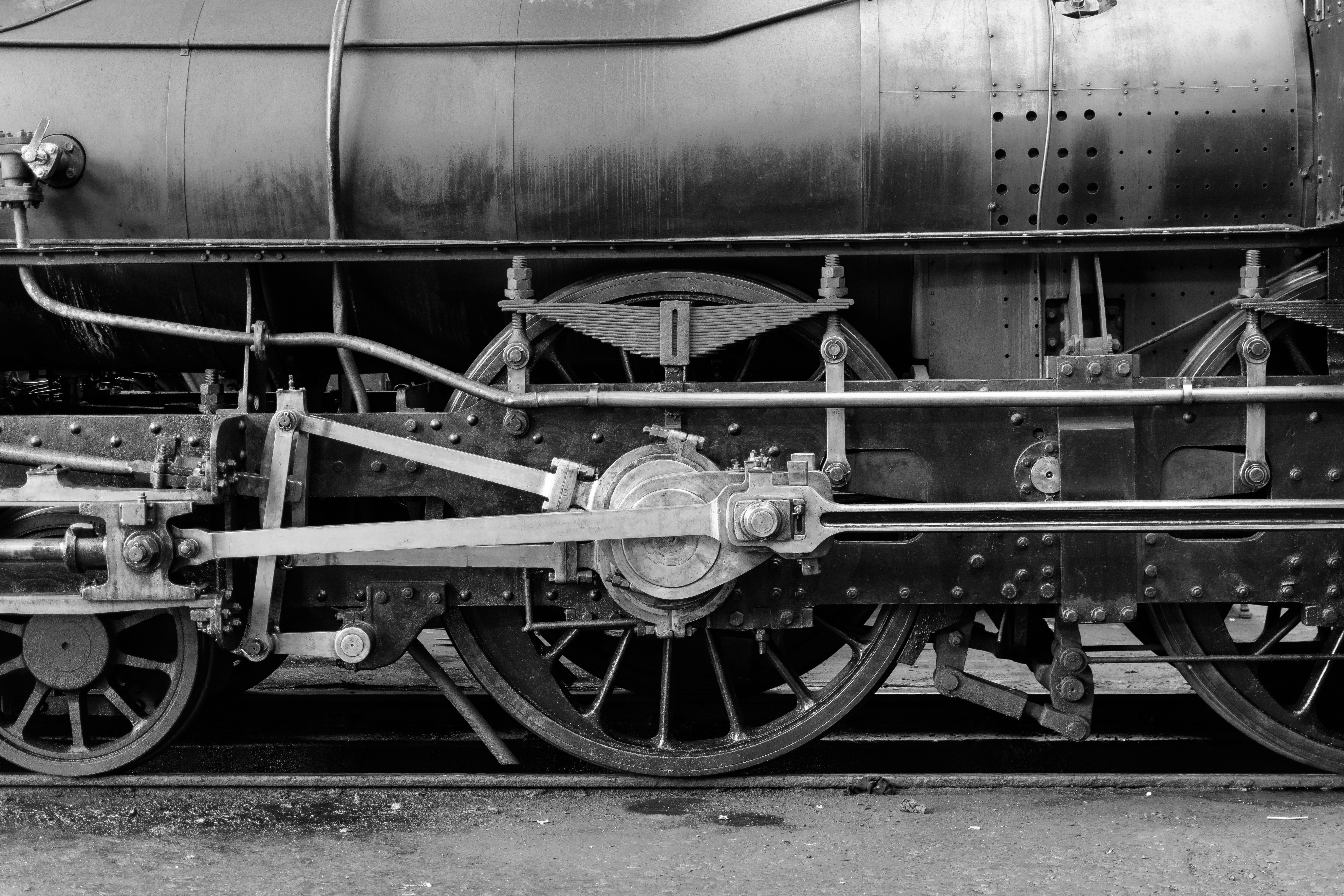
Hall’sche Kurbel mit Exzenter für die Stephenson-Steuerung an der Lok 17c372 der Südbahngesellschaft

Der österreichische Lokomotivkonstrukteur Karl Gölsdorf definierte die Hall’sche Kurbel folgendermaßen: „Lokomotiven mit außerhalb der Räder liegenden Rahmen und auf den Achsen außen aufgesteckten Kurbeln waren schon seit der ältesten Periode des Lokomotivbaues bekannt. […] Um bei Außenrahmen und außen liegender Steuerung die nötige Gegenkurbel an der Treibkurbel zu vermeiden, konstruierte Hall 1853 bei den Lokomotiven der bayrischen Staatsbahnen eine Kurbel, an welcher Kurbelblatt und Exzenterscheiben ein Stück bildeten. […] Ein Hauptnachteil der bisherigen Kurbeln war die durch sie bedingte weite Entfernung der Zylindermitten. Hall verminderte diese Entfernung wesentlich dadurch, daß er im Jahre 1858 den Hals der Kurbeln als Lager ausbildete.“
Die Hall’schen Kurbeln waren ein wichtiges Konstruktionselement bei Dampflokomotiven, welche in der Anfangszeit der Eisenbahn zumeist noch einen Außenrahmen besaßen. Durch sie konnte das in der Wartung komplizierte Innentriebwerk und die teure Kropfachse samt der Innensteuerung eingespart werden. Joseph Hall entwickelte und patentierte die Kurbel im Jahre 1853 und verbesserte sie 1856 oder 1858 wesentlich, in dem er den Hals der Kurbel als Sitz für das Achslager ausformte. Allerdings geht letztere Entwicklung angeblich auf Jean Jacques Meyer zurück und Hall ließ sie sich lediglich 1856 auf seinen Namen patentieren. Ihre Anwendung wurde sehr durch die Entwicklung der sog. Crampton-Lokomotive beeinflusst, bei der der sehr tief liegende große Lokomotivkessel einen Außenrahmen voraussetzte. Dies bedingte gleichzeitig die Verwendung von Hallschen Kurbeln. Dampflokomotiven mit Außenrahmen und Hallschen Kurbeln wurden bis etwa 1900 gefertigt und waren besonders im süddeutschen Raum und Österreich-Ungarn verbreitet. Durch die Entwicklung des Innenrahmens mit außenliegender Steuerung konnte auf Hall’sche Kurbeln endgültig verzichtet werden. Bei einigen frühen Elektrolokomotiven wurde diese Konstruktionsform des Antriebes ebenfalls verwendet. Lokomotiven mit Außenrahmen und Hallschen Kurbeln zählen wegen ihrer Seltenheit zu besonderen Museumsexponaten.

## Museumslokomotiven mit Außenrahmen und Hallschen Kurbeln (Auswahl)
| Baureihe                        | Charakteristik Herstellung | Hersteller                          | Achsfolge | Spurweite | Standort | betriebsfähig |
| ------------------------------- | -------------------------- | ----------------------------------- | --------- | --------- | --- | ------------- |
| Pfälzische Nr. 26 bis 63        | 1853 ff.                   | Esslingen, Maffei                   | 2A        | 1.435 mm  | Eisenbahnmuseum Neustadt/Weinstraße                                                                           | nein          |
| Schmalspurlokomotive Gmunden    | 1854                       | Wiener Neustädter Lokomotivfabrik   | 2B        | 1.106 mm  | Technisches Museum Wien                                                                                       | nein          |
| Badische IX (alt)               | 1854–1863                  | Karlsruhe                           | 2A        | 1.435 mm  | Verkehrsmuseum Nürnberg                                                                                       | nein          |
| GKB 671                         | 1860                       | Lokomotivfabrik der StEG            | C         | 1.435 mm  | Graz-Köflacher-Bahn                                                                                           | ja            |
| KEB 106                         | 1868                       | Wiener Neustädter Lokomotivfabrik   | C         | 1.435 mm  | Eisenbahnmuseum Strasshof                                                                                     | nein          |
| MAV 335.095                     | 1870                       | Wiener Neustädter Lokomotivfabrik   | C         | 1.435 mm  | Bahnhistorischer Park Budapest                                                                                | nein          |
| OKÜ9                            | 1871                       | Wiener Neustädter Lokomotivfabrik   | C         | 1.000 mm  | Eisenwerksmuseum in Ózd                                                                                       | nein          |
| OKÜ10                           | 1871                       | Wiener Neustädter Lokomotivfabrik   | C         | 1.000 mm  | Kleinbahnmuseum in Nagycenk                                                                                   | nein          |
| SB 4 II                         | 1880                       | Lokomotivfabrik Floridsdorf         | B         | 1.435 mm  | Eisenbahnmuseum Ljubljana in Slowenien, Nationales Wissenschafts- und Technikmuseum Leonardo da Vinci Mailand | nein          |
| 252.008                         | 1881ff.                    | Wiener Neustädter Lokomotivfabrik   | 2’B       | 1.435 mm  | NTM | nein          |
| MÁV Ia                          | 1881 ff.                   | MÁVAG und andere                    | 2’B       | 1.435 mm  | Bahnhistorischer Park Budapest                                                                                | ja            |
| MÁV-Baureihe 341                | 1882                       | Wöhlert                             | C         | 1.435 mm  | Bahnhistorischer Park Budapest                                                                                | nein          |
| IK Nr. 54                       | 1881–1892, Nachbau 2009    | Hartmann                            | C         | 750 mm    | Preßnitztalbahn                                                                                               | ja            |
| MÁV IIIe                        | 1882ff.                    | MÁVAG                               | C         | 1.435 mm  | Verkehrsmuseum Budapest                                                                                       | nein          |
| KRB 254                         | 1883                       | Lokomotivfabrik Floridsdorf         | 2’B       | 1.435 mm  | Eisenbahnmuseum Strasshof                                                                                     | nein          |
| MÁV XII                         | 1885ff.                    | MÁVAG                               | C         | 1.435 mm  | Bahnhistorischer Park Budapest, Transportmuseum Bratislava                                                    | ja            |
| 324.391                         | 1887ff.                    | Wiener Neustädter Lokomotivfabrik   | C         | 1.435 mm  | Eisenbahnmuseum Lužná u Rakovníka                                                                             | nein          |
| SB 17a,b,c,d                    | 1891                       | Lokomotivfabrik Floridsdorf         | 2’B       | 1.435 mm  | Eisenbahnmuseum Strasshof                                                                                     | ja            |
| CFR 1-3354                      | 1891                       | Wiener Neustädter Lokomotivfabrik   | C         | 760 mm    | Lokomotivdepot Brașov                                                                                         | nein          |
| CFR 388                         | 1896                       | Wiener Neustädter Lokomotivfabrik   | C         | 760 mm    | Eisenbahnmuseum Sibiu                                                                                         | nein          |
| Z                               | 1909                       | Kitson & Co Leeds                   | D’(3zz)   | 1.000 mm  | Eisenbahnmuseum Santiago de Chile                                                                             | nein          |
| Tssd                            | 1899                       | Maschinenfabrik Esslingen           | B’B       | 750 mm    | Öchsle Schmalspurbahn e. V.                                                                                   | ja            |
| Kleinbahn Philippsheim–Binsfeld | 1899                       | Maschinenbau-Gesellschaft Heilbronn | C         | 750 mm    | historisches Bw Gerolstein                                                                                    | nein          |
| PKP Tyb4-1221                   | 1906–1909                  | Henschel                            | C1        | 750 mm    | Silberbergwerk Tarnowskie Góry                                                                                | nein          |
| BHStB IIIb5                     | 1907-1913                  | Krauss & Comp. Linz/MAVAG           | 1´C´1     | 760 mm    | Club 760 (Pinzgaubahn)                                                                                        | ja            |
| NÖLB E                          | 1910-1913                  | Krauss & Comp. Linz                 | C´ C´     | 760 mm    | NÖVOG, Club Mh.6                                                                                              | teilweise     |
| ČSD-Baureihe U 35.9             | 1918                       | Krauss & Comp. Linz                 | C         | 760 mm    | Agrokomplex Nitra                                                                                             | nein          |
| ÖBB 1080/1180                   | 1924-1929                  | Krauss & Comp. Linz                 | E´        | 1.435 mm  | Eisenbahnmuseum Strasshof                                                                                     | ja            |
| PKP Tx4-1315                    | 1925                       | O & K                               | D         | 750 mm    | Eisenbahnmuseum Sochaczew                                                                                     | nein          |

Quelle:

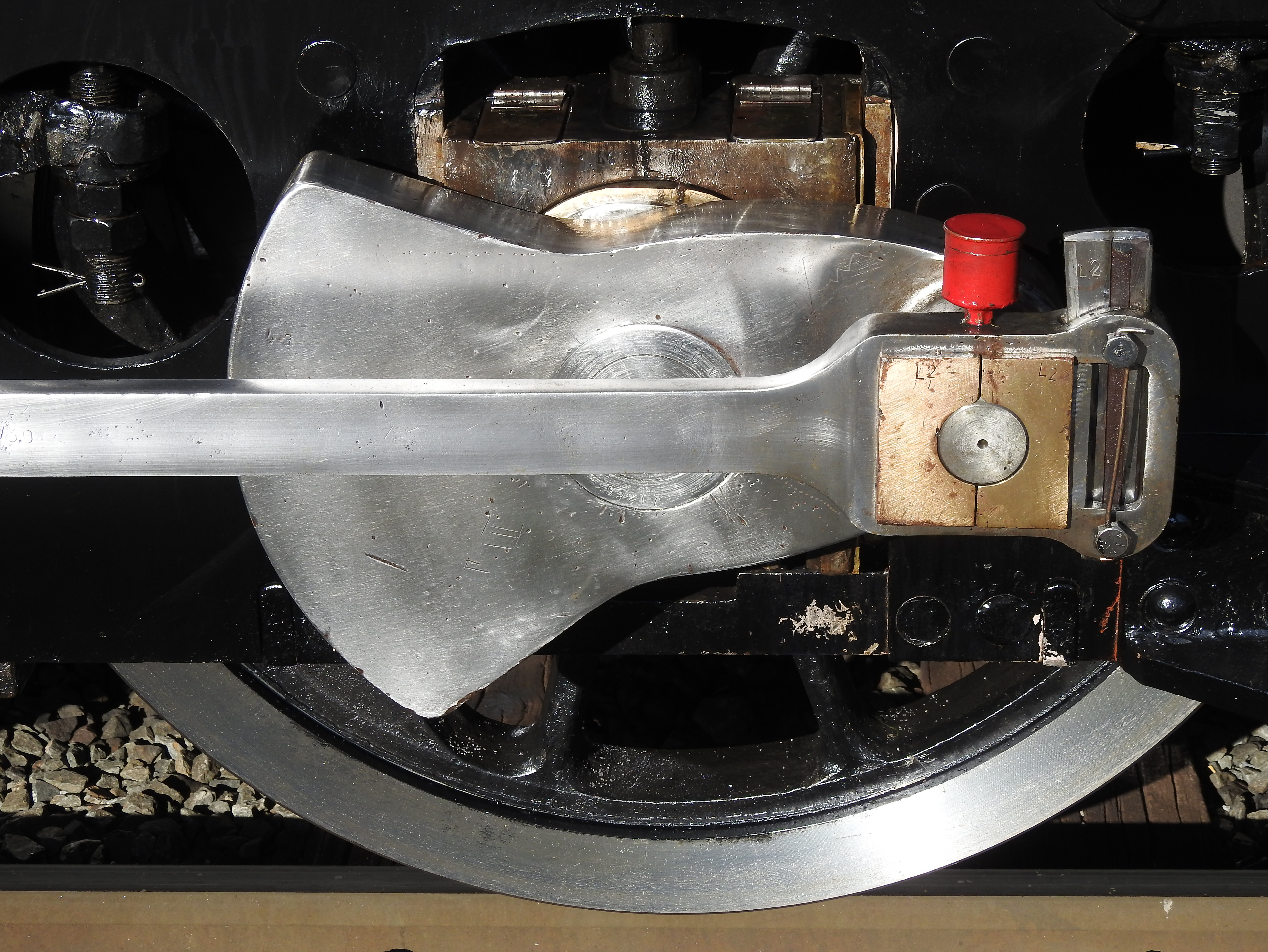
Hall’sche Kurbel mit Gegengewicht (Gegenkurbel) an der BHStB IIIb5 169, gut zu sehen der geringe Abstand zum Achslager dahinter
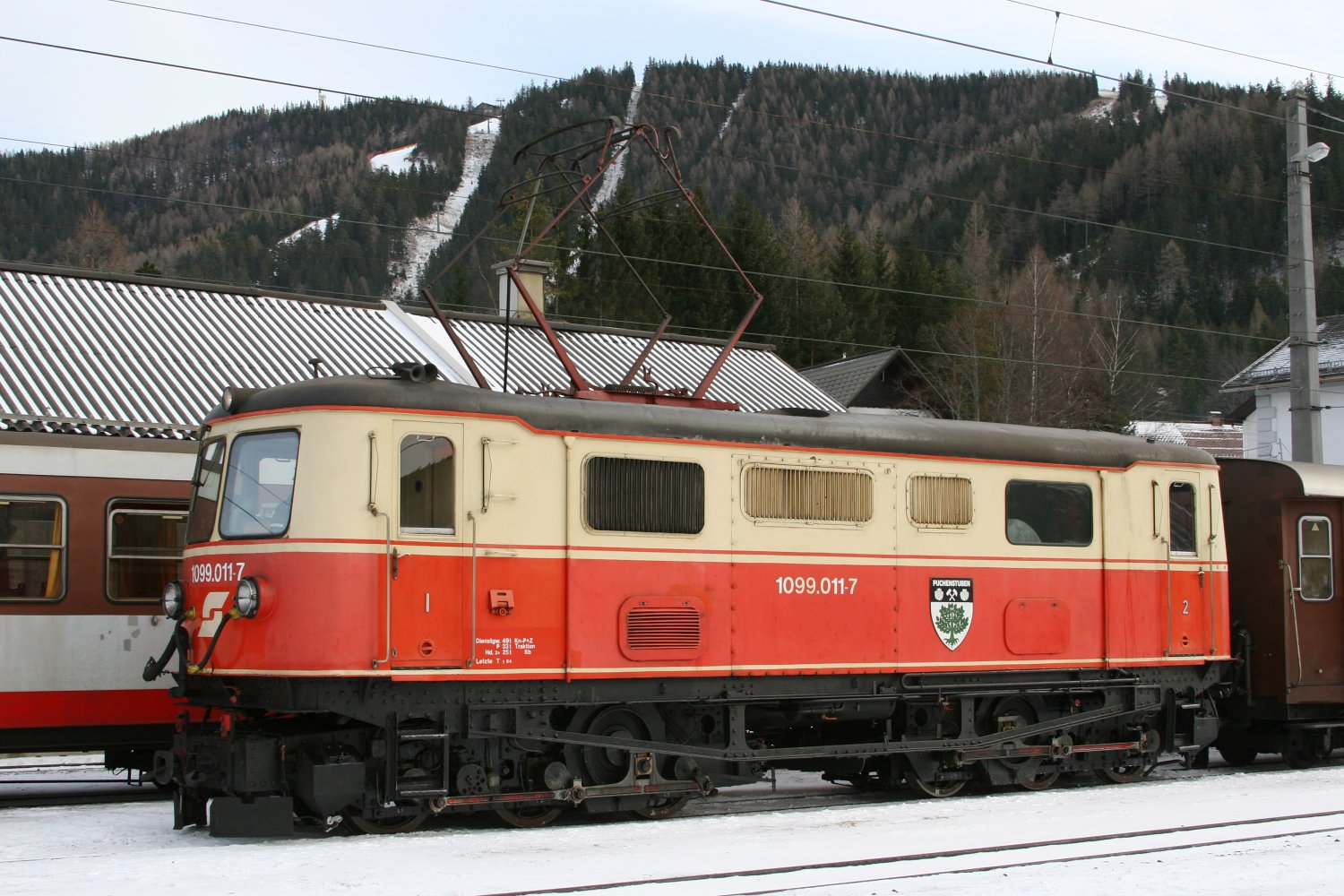
Elektrolok der Reihe NÖLB E (später 1099) von 1910, zwei Drehgestelle mit hochliegendem Motor und Antrieb über Vorgelege und Hall’sche Kurbeln
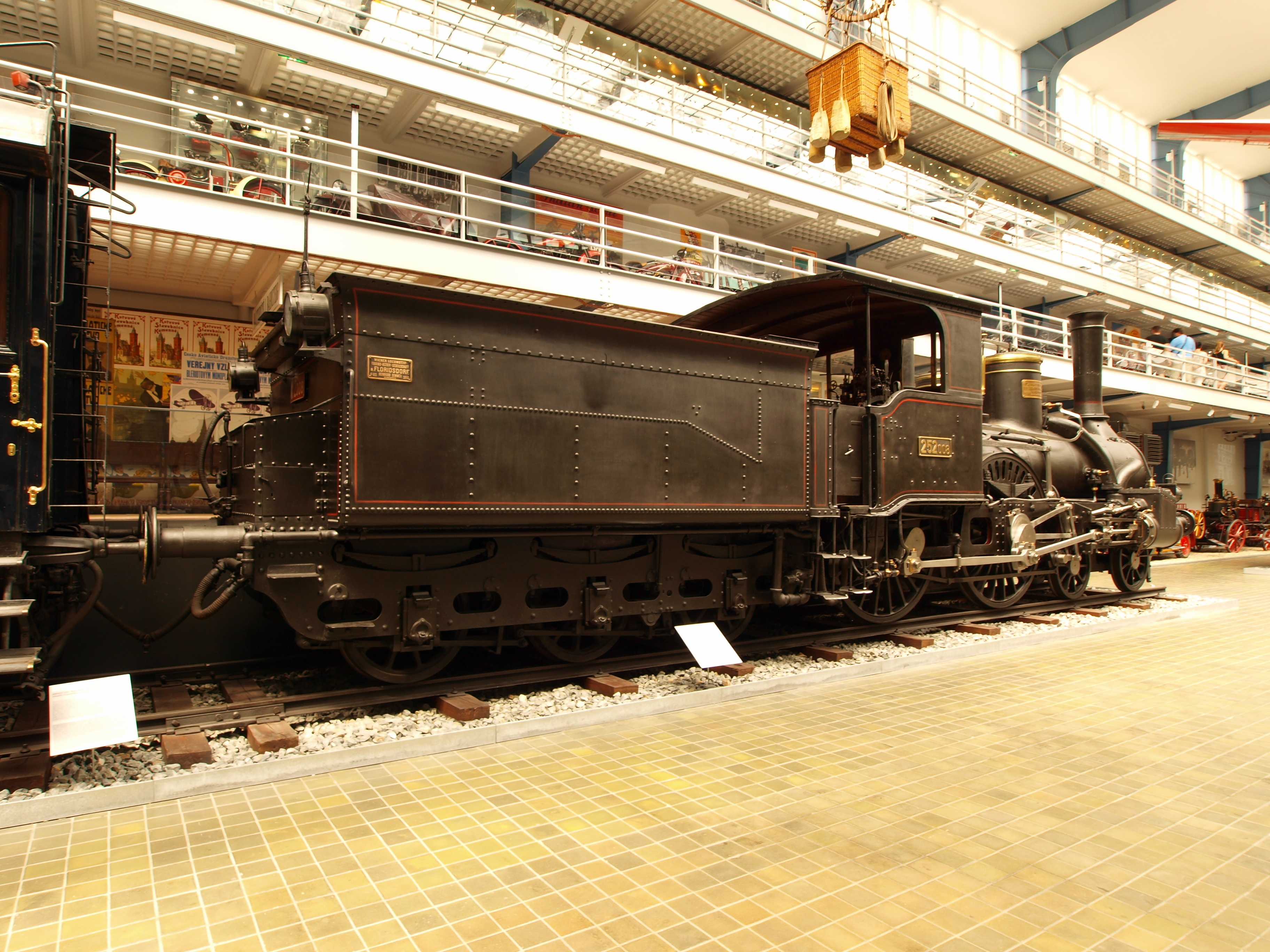
Schnellzugslok CSD 252.008 von 1881 mit Hall’schen Kurbeln
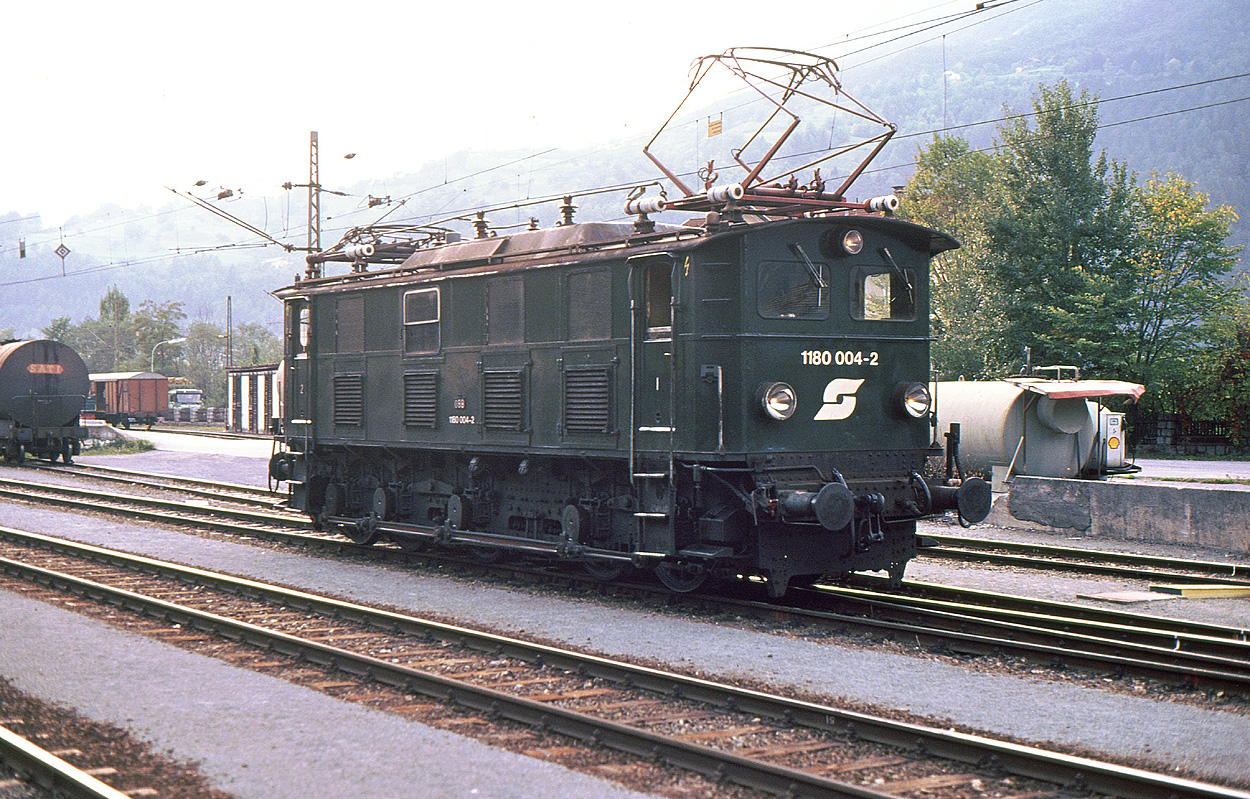
Güterzug-Elektrolok ÖBB 1180 von 1926